# AmigaOS 4
Az AmigaOS 4 (röviden: OS4 vagy AOS4) egy PowerPC processzorokon futó Amiga operációs rendszer, mely főként a – még Commodore által fejlesztett – AmigaOS 3.1, részben pedig a Haage & Partner által kiadott AmigaOS 3.9 forráskódján alapul. A szoftver 4.0-s változatának első fejlesztői elő-kiadását (pre-release) 2004 április közepén adta ki a Hyperion Entertainment, mely fejleszti azt a mai napig, az akkori jogtulajdonos Amiga Inc. licence alapján, először csak AmigaOne gépekre.

## Történet

Az AmigaOS 4 fejlődése

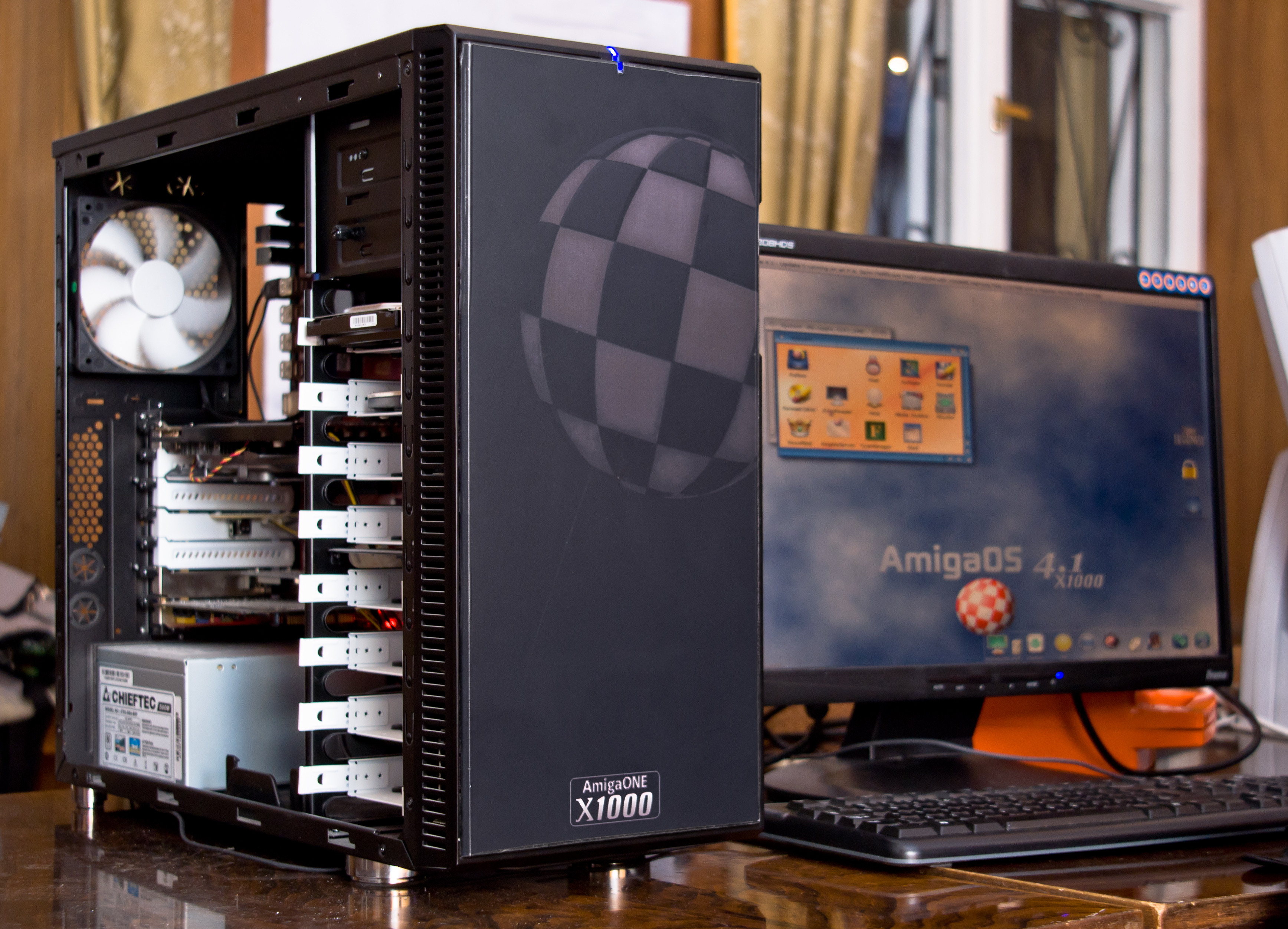
Egy AmigaOne X1000, amint AmigaOS 4.1-et futtat

### Workbench 1.0 – 3.1
Az AmigaOS korábbi változataira a maguk idejében leginkább a grafikus felhasználói felület (GUI) nevével, Workbench néven hivatkoztak. Az AmigaOS elnevezés a 3.5 és ennél újabb változatoknál jelent meg, de innentől egyre inkább alkalmazták a korábbi gyári kiadásokra is, melyek Motorola 68000-es processzort igényeltek és a következő változatok voltak: 1.0, 1.1, 1.2, 1.3, 2.0x, 3.0, 3.1.

### AmigaOS 3.5 – 3.9
A Commodore International csődje után az „Amiga” védjegy tulajdonosai licencmegállapodást kötöttek a német Haage & Partner céggel az Amiga operációs rendszerének frissítésére. A két kiadott verzió – 3.5, majd 3.9 – számos újítása között már minimum 68020-as processzort és legalább 4 MiB fastramot igényelt a működéséhez.

### AmigaOS 4.0 – 4.1
A Hyperion Entertainment még 2001-ben megkörnyékezte az Amiga Inc.-et azzal a szándékkal, hogy portolná az AmigaOS-t PowerPC platformra. Ugyanebben az évben megállapodást kötöttek, miszerint a Hyperion felhasználhatta az AmigaOS 3.1 forráskódját a fejlesztéshez. Az Eyetech a maga részét elvégezte és 2002-ben kiadta az AmigaOne alaplap első változatát, egyelőre Linux operációs rendszerrel és azzal az ígérettel, hogy a regisztrált felhasználók jogosultak lesznek az AmigaOS kiadások ingyenes használatára. A Hyperion a megállapodás megkötésekor azt állította, hogy az egész mindössze 4 hónapot fog igénybe venni. Ehhez képest a fejlesztőknek szánt "Developer Pre-Release" változat is csak 2004 októberére, azaz 3 év alatt készült el.
A kevés érdeklődő felhasználó, akik megvásárolták az AmigaOne hardvert (2004 novemberében egy másik modell, az AmigaOne Micro is megjelent) aggódva várták a kész operációs rendszert, de folyamatosan csak toldozott-foltozott kiadás-előtti verziókat kaptak. Számos hiányossággal küzdöttek még ezek a kiadás előtti változatok és egy igen szűk piacon gyakorlatilag az Amiga iránti lelkesedés hajtotta előre mind a fejlesztőket, mind a kevés felhasználót. A fő kompatibilis hardver, azaz az AmigaOne eredeti gyártója, az Eyetech 2006 folyamán kivonult az Amiga-piacról, így nem volt megvásárolható kompatibilis hardver a piacon.
2006. december 20-án az Amiga Inc. az általa 2001-ben – az akkori "AmigaOne partnerekkel" (Hyperion és Eyetech) – megkötött licenc-megállapodást – ennek részeként az AmigaOS 4 fejlesztésére és értékesítésére vonatkozó engedélyt – felmondta. Pár nap eltéréssel, 2006. december 24-én a Hyperion ugyanakkor kiadta az AmigaOS 4.0 "Final Update" verzióját. Erre válaszul az Amiga Inc. 2007. április 26-án pert indított a Hyperion ellen védjegybitorlás jogcímén.
A Hyperion közben megállapodást kötött az olasz ACube Systemsszel kompatibilis hardver gyártására, amely 2007 októberében meg is jelentette a Sam440ep, majd a Sam440ep-flex alaplapjait (kódnév: "Samantha"), melyek AmigaOS 4 kompatibilisek voltak.
A Hyperion 2007 novemberében kiadta a PowerUP bővítőkártyával rendelkező amigások által várt AmigaOS 4.0 for Classic Amiga végleges változatát. Egy laptop eltulajdonítása nyomán napvilágra került egy "Moana" nevű projekt, mely – egy bootloader révén – lehetővé tette volna az OS4 futtatását PowerPC G4 processzorral szerelt Apple Mac mini gépeken. A nyilvánosságra került lemezkép instabil, hiányos (pl. driverek terén) és hibákkal teli volt és végül felhagytak a fejlesztésével.
2009. szeptember 30-án a Hyperion Entertainment és az Amiga Inc. egyezségre jutottak, melynek értelméban a Hyperion kizárólagos jogot kapott, hogy az AmigaOS 3.1-et, az AmigaOS 4-es verzióit, illetve az ezt követő változatokat (ideértve az AmigaOS 5-öt) fejlessze, módosítsa, értékesítse, illetve forgalmazza. A Hyperion biztosította közleményében az Amiga-közösséget, hogy folytatni fogja a szoftverfejlesztést, illetve az AmigaOS 4.x (és azon túl) terjesztését, mint ahogy teszi ezt 2001 óta.
A Hyperion és az Amiga, Inc. közötti jogvita ellenére és közben az OS4 mind a mai napig aktívan fejlesztett és zavartalanul árusított operációs rendszer. 2014-ben megjelent az AmigaOS 4.1 Final Edition, mely magában foglalta az addigi összes frissítést és új funkcióként RTG támogatással bővített graphics.library-t (grafikus programkönyvtárat) és 2 GB vagy több rendszermemória támogatását tartalmazta. Az operációs rendszer jelenleg elérhető legfrissebb változata a 2020 Karácsonya előtt kiadott, majd 2021. január 12-én gyorsjavítással ellátott AmigaOS 4.1 Final Edition Update 2.

## Jellemzők
Az AmigaOS 4 főbb jellemzői.

### Rendszertöltő
A PC-k BIOS-ának egyes funkcióit ellátó rendszertöltő, valamint az alapvető rendszerelemeket tartalmazó firmware, a Kickstart az OS4-ben a merevlemezen foglal helyet. A főbb tartalmi elemei a következők:
- ExecSG, egy pre-emptív többfeladatos kernel, melyet Thomas és Hans-Jörg Frieden készítettek és licencelnek a Hyperion Entertainmentnek.[17][18]
- Intuition, egy ablakozórendszer és API.[19] A Workbenchnek, azaz az OS4 grafikus felhasználói felületének (GUI) alapvető eleme.
- AmigaDOS és AmigaShell: Az AmigaDOS az operációs rendszer lemezkezelésért felelős része, mely az AmigaShell nevű parancssoros felhasználói felületen (CLI) érhető el.[20]
- Petunia, egy Motorola 68020 processzor emulátor dinamikus, futásidejű kódfordítási (JIT) képességgel. Ez valamelyes visszafelé kompatibilitási lehetőséget nyújt az OS4 számára, ha az eredetileg 68k-ra írt Amiga szoftver kizárólag az AmigaOS API-jainak a funkcióit használja és nem próbálja direktben elérni a klasszikus Amigát, illetve annak "custom chipjeit". Az amigás játékok legtöbbje és a demók csaknem összessége azonban sajnos nem ilyen, így azok OS4-en nem futtathatók.[21]

### Megjelenés

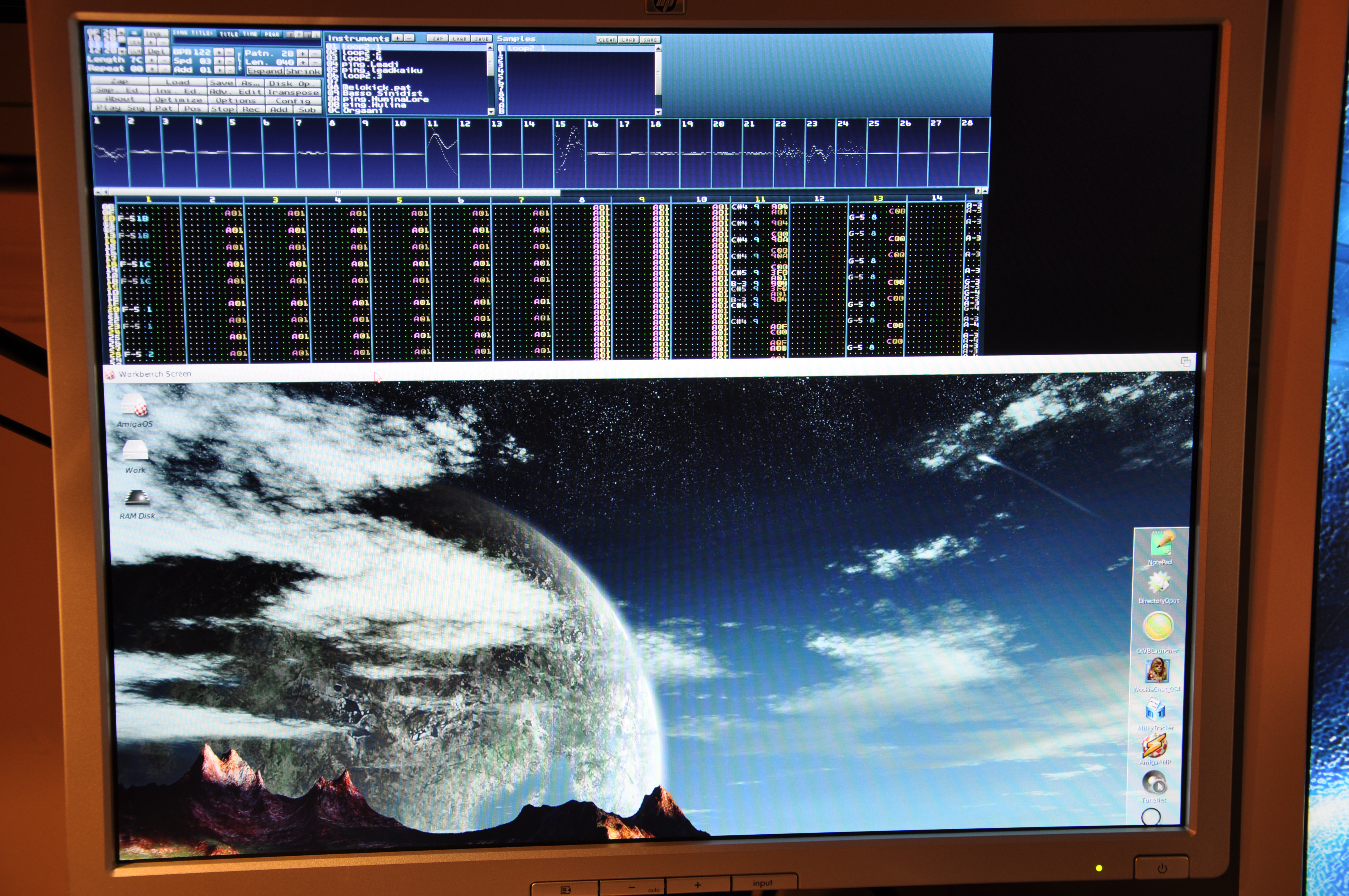
Workbench képernyő az előtérben, MilkyTracker képernyő mögötte

A fentebb leírt Intuition mellett a hagyományosan Workbench nevet viselő GUI magában foglalja az operációs rendszerhez hozzáadott alapvető felhasználói programokat (Tools és Utilities), mint például az egyszerű szövegszerkesztésre használható Notepad, a médiaanyagok megjelenító alkalmazása, a MultiView, az Unarc kitömörítő program, PDF olvasó, online segédlet (Amigaguide) és nem utolsó sorban a rendszer beállításainak a felülete, a Preferences.
Az AmigaOS-ek sajátja a kezdetektől a több képernyő (screen) együttes kezelése ugyanazon a kijelzőn (monitoron). Minden képernyőn más-más felbontáson, más-más alkalmazás futhat, vagy közös használatú "public screen" lehet. A képernyők között gombnyomásra lehet váltani és akár függőleges irányban elhúzni is lehet őket egymás elől. A képernyők között is működik a szokásos "fogd és vidd" (drag and drop) funkció. Az egyes képernyők tetején a jobb egérgomb lenyomva tartására megjelenő menüsor található.

### Fájlkezelés
- Beszédes fájlstruktúra: Az operációs rendszer fájljai logikus könyvtárszerkezetbe rendeződnek. Például a "Libs" nevű mappa (drawer) tartalmaz minden dinamikus programkönyvtárt (library), a "Devs" az eszközmeghajtókat (device), a "Fonts" pedig értelemszerűen a telepített betűtípusokat.
- RAM meghajtó: A "RAM disk" úgy viselkedik, mint bármely más meghajtó (pl. floppy, merevlemez), de a rajta tárolt adatok a RAM egy bizonyos területét foglalják el. A memóriafoglalás dinamikus, tehát mindig csak annyi memóriaterületet köt le, amekkora a rajta tárolt állományok teljes mérete. Futásközbeni, ideiglenes tárolásra használható és újraindításkor (reboot, reset) vagy kikapcsoláskor törlődik.[24]
- Adattípusok: Angolul datatype-ok, melyek lehetővé teszik a rendszerszintű fájltípus-kezelést. Az adattípusok segítségével képes az AmigaOS felismerni egy állomány pontos típusát és megnyitni, majd módosítani azt. Az AmigaOS minden eleme képes kezelni egy állományt, melynek telepítve van az adattípusa.
- Ikonok kezelése: Az AmigaOS fájljainak lehet alapbeállítású (default) vagy egyedi ikonja, melyre kattintva egy futtatható állomány (Tool) futtatható vagy akár egy parancs-szkript (batch script) futtatható, de tartalmazhat a hozzá kapcsolódó program működését befolyásoló metaadatokat is.
- Eszközök hozzárendelése: Nem csak egy betűhöz lehet egy eszközt (device) hozzárendelni, mint az IBM PC-k esetében, hanem sok karakteres neveket adhatunk nekik. Vannak alapbeállítású hozzárendelések, mint amilyen például a bootlemez (SYS:), a programkönyvtár (LIBS:) vagy pl. az egyes merevlemez-partíciók (Workbench: vagy Work: a leggyakoribb).

### Egyéb
- Live CD: Az OS4 telepítő CD Live CD-ként is indítható,[25] azaz telepítés nélkül kipróbálható.
- Dokkoló: Teljes mértékben konfigurálható dokkolósáv (AmiDock), a legfontosabb vagy leggyakrabban használt alkalmazások gyors indításához. A dokkoló ikonjai ("Docky"-k) dinamikusak, így valósidejű tartalmakat (dátum/idő, időjáráselőrejelzés, tőzsdei információk stb.) jeleníthetnek meg.[25]
- Szkriptek: A szkriptkezelés alapvető funkcionalitása az AmigaOS-nek már a 2.0-ás változata óta. Korábban az egyetlen, jelenleg az egyik szkripting megoldás az AREXX, mely mellett az OS4 a modern Python szkriptnyelvet is implementálja.[25]
- Grim Reaper: A "Kaszás", mely a sok fejfájást okozó Guru Meditation rendszerösszeomlási üzenet utóda és lényegében egy fejlesztett rendszerösszeomlás-kezelő rendszer.[25]
- AmiUpdate: Az OS4 számára létrehozott frissítési rendszer.[25] Eredetileg a fejlesztők, bétatesztelők eszköze volt, de ma már van publikus része, melyet a felhasználók is használhatnak.[26]
- SDK: Azaz szoftverfejlesztői eszköztár, mely 2022 októberében debütált és többek között tartalmazza a GNU Compiler Collection (GCC), illetve a vbcc fordítót, továbbá egy egyszerű GitHub klienst, a Simplegitet és verziókövetési rendszert (Subversion).[27]

## Kompatibilis hardverek

### Amiga
- Amiga 1200 Blizzard PPC processzorkártyával
- Amiga 2000 Blizzard 2604e processzorkártyával (csak prototípus)
- Amiga 3000 CyberStorm PPC processzorkártyával
- Amiga 4000 CyberStorm PPC processzorkártyával

### AmigaOne
AmigaOne alaplapok, illetve a köréjük épített és kiadott modellek:
- AmigaOne-SE (A1-SE)
- AmigaOne-XE (A1-XE)
- Micro-AmigaOne (Micro-A1)
- AmigaOne X1000 (A1X1K; A1-X1000)
- AmigaOne 500 (A1-500), az ACube Systems által kiadott, Sam460ex alaplap köré épülő gép.[28]
- AmigaOne X5000 (A1X5K; A1-X5000)

### Pegasos
- Pegasos II (Peg2)[29]

### Samantha
- Sam440ep[30][10]
- Sam440ep-Flex
- Sam460ex[31]

## Verziók
|     | Verzió                                                 | Kiadás dátuma                        | Megjelent új funkciók |
| --- | ------------------------------------------------------ | ------------------------------------ | --- |
| 4.0 | Developer Pre-release                                  | 2004 április                         | Első nyilvános kiadás |
| 4.0 | Developer Pre-release Update                           | 2004. október 10.                    | AltiVec támogatás, natív PowerPC Picasso96 és MUI, USB támogatás bemeneti eszközökre |
| 4.0 | Developer Pre-release Update 2                         | 2004. december 27.                   | USB háttértároló (USB Mass Storage) támogatás |
| 4.0 | Developer Pre-release Update 3                         | 2005. június 14.                     | Natív PowerPC Warp3D meghajtóprogram Voodoo 3 (Avenger), Voodoo 4/5 (Napalm) és Radeon 7x00 sorozatú videókártyákhoz; WarpOS támogatás |
| 4.0 | Developer Pre-release Update 4                         | 2006. február 8.                     | Petunia 68k emulátor; Warp3D támogatás Voodoo 3/4/5 és ATI Radeon (7000, 7200, 7500, 9000, 9200 and 9250) modellek számára; képernyőelhúzás támogatása |
| 4.0 | The Final Update                                       | 2006. december 24.                   | Virtuális memória és gyorsabb memóriaallokáció; új ikon téma (Mason icons) |
| 4.0 | July 2007 Update                                       | 2007. július 18.                     | Megosztott objektumok támogatása; Python 2.5.1; Tools és Utilities fiókok összevonása |
| 4.0 | for Classic Amiga                                      | 2007. november                       | A 2007. júliusi frissítés alapján |
| 4.0 | February 2008 update for CyberStormPPC and BlizzardPPC | 2008. február 23.                    | Néhány kompatibilitási probléma javítása klasszikus Amigákon |
| 4.1 | AmigaOS 4.1                                            | 2008. szeptember 17.                 | Memórialapozás; JXFS fájlrendszer; hardverösszetétel eszköz; Cairo eszközfüggetlen vektorgrafikus 2D renderelő programkönyvtár (library) |
| 4.1 | Quick Fix                                              | 2009. június 21.                     | Hibajavítások (Warp 3D driverek, IDE driverek, JXFS) |
| 4.1 | Update 1                                               | 2010. január 14.                     | Fejlesztett megjelenési hatások (halványulás és árnyékolás); új értesítési rendszer (Ringhio); Display Data Channel (DDC) protokollok támogatása; AppDir: handler és URLopen; új Startup beállító panel; új ikonok; MiniGL V2.2 |
| 4.1 | Update 2                                               | 2010. április 30.                    | Frissített Python; Cairo 1.8.10 (részleges hardveres gyorsítás); AmiDock támogatja az ikon átméretezést |
| 4.1 | Update 3                                               | 2011. augusztus 29.                  | USB 2.0 (EHCI) támogatás; fejlesztett MUI (MUI 4 applikációk könnyebb portolhatósága) |
| 4.1 | Update 4                                               | 2011. december 22.                   | Emulation fiók AmigaOS 3.x ROM-okkal és Workbench fájlokkal; RunInUAE közreműködés |
| 4.1 | Update 5                                               | 2012. január 28, 2012. augusztus 16. | Első nyilvános AmigaOne X1000 kiadás, a későbbiakban további platformokra. Fejlesztett Warp3D és IDE driverek; optimalizált DMA másolás támogatás Sam440ep és Sam460ex rendszereken; javított klasszikus Amiga kompatibilitás (Catweasel támogatás) |
| 4.1 | Update 6                                               | 2012. november 30.                   | Rendszerelemek automatikus frissítése AmiUpdate-n keresztül |
| 4.1 | Update 7                                               |                                      | Belső frissítés, nem került kiadásra végfelhasználóknak, jellemzők ismeretlenek |
| 4.1 | Final Edition (Update 8)                               | 2014. december 18.                   | Több, mint 2 GB RAM támogatása; új egyesített grafikus programkönyvtár (graphics.library) RTG támogatással; javított konzol; új Intuition és Workbench funkciók; frissített Python port; javított DOS; frissített környezetérzékeny menük; új menürendszer végtelen számú menüvel és almenükkel; fotó miniatűrök, képek a menükben; önálló kiadás, azaz nem igényli korábbi kiadások telepítését |
| 4.1 | Final Edition Update 1                                 | 2016. december 31.                   | Z3 RAM támogatása szabványos fastramként; 2 TB-nál nagyobb merevlemezek támogatása; számos hibajavítás |
| 4.1 | Final Edition Update 2                                 | 2020. december 23.                   | Hibajavítások és stabilitást javító fejlesztések; frissített USB-stack és más OS rendszerelemek |
| 4.1 | Final Edition Update 2 Hot Fix                         | 2021. január 12.                     | Az Update 2 stabilitási problémáinak javítása |